# NGC 2947
NGC 2947 este o intermediate spiral galaxy⁠(d) situată în constelația Hidra. A fost descoperită în 6 mai 1886 de către Francis Leavenworth. Se află la o distanță de 40,8 de megaparseci de Pământ.